# Маганов, Равиль Ульфатович
Рави́ль Ульфа́тович Мага́нов (тат. Равил Өлфәт улы Мәганов; 25 сентября 1954, Альметьевск, Альметьевский район, Татарская АССР, РСФСР, СССР — 1 сентября 2022, Москва, Российская Федерация) — советский и российский нефтяник, топ-менеджер, первый исполнительный вице-президент (2006—2022) и председатель совета директоров компании «Лукойл» (2020—2022).

## Биография

### Молодые годы
Равиль Ульфатович Маганов родился 25 сентября 1954 года в Альметьевске Татарской АССР. Отец — Ульфат Маганович (1928—2018), нефтяник. Мать — Роза Фатыйховна, учитель. Младший брат — Наиль (р. 1958), нефтяник.
Окончил школу с золотой медалью, во время учёбы увлекался физикой. В 1977 году окончил Московский институт нефтехимической и газовой промышленности имени И. М. Губкина с квалификацией горного инженера по специальности «Технология и комплексная механизация разработки нефтяных и газовых месторождений». После получения образования ушёл на работу в нефтегазодобывающую отрасль, став в 21 год помощником бурильщика по капремонту скважин в нефтегазодобывающем управлении «Бавлынефть».
В дальнейшем трудился оператором и мастером по добыче нефти и газа (1977—1979), старшим инженером районной инженерно-технологической службы № 3 (1979—1981), дослужившись до начальника нефтепромысла № 2 (1981—1982), начальника цеха капитального и подземного ремонта скважин (1982—1984) управления «Сулеевнефть» производственного объединения «Татнефть» Министерства нефтяной промышленности СССР в Альметьевске. В 1984—1985 годах был главным инженером и заместителем начальника НГДУ «Ямашнефть», а в 1985—1988 годах занимал пост начальника НГДУ «Урьевнефть».

### На руководящих постах
После образования нового производственного объединения при главном производственном управлении «Главтюменнефтегаз» в Тюмени, занял должность главного инженера и заместителя генерального директора «Лангепаснефтегаз» (1988—1991) в Лангепасе Тюменской области, а в 1991—1993 годах был его генеральным директором. Под руководством Маганова благодаря применению новых технологий на предприятии были достигнуты высокие показатели добычи нефти, большое значение уделялось вопросам техники безопасности труда, жизни и здоровью работников, строительству социальных объектов, борьбе за чистоту экологии и рекультивации местности. В тот же период избирался депутатом Лангепасского городского Совета народных депутатов (1987—1993) и Ханты-Мансийского окружного Совета народных депутатов (1989—1993). Вместе с В. Ю. Алекперовым в 1991 году стал одним из основателей нефтяного концерна «Лангепас-Урай-Когалымнефть», на базе которого в 1993 году была образована компания «ЛУКойл». По некоторым данным, именно Маганов придумал это наименование, по первым буквам названий нефтедобывающих городов — Лангепас, Урай, Когалым и английского слова oil — нефть, за что получил от Алекперова премию в размере 300 рублей.
В 1993 году занимал пост генерального директора акционерного общества «ЛУКойл — Лангепас-Урай-Когалымнефть», в 1993—1994 годах был вице-президентом, а с 1994 года — первым-вице-президентом ОАО «ЛУКойл». В 2006 году занял должность первого исполнительного вице-президента ПАО «ЛУКойл» по разведке и добыче, а в 2020 году стал председателем совета директоров компании, сменив ранее скончавшегося В. И. Грайфера. В 2022 году стал одним из владельцев буровой компании «Евразия» и соучредителем ООО «Буровая компания „Развитие“» вместе с ООО «Холдинг стратегического развития», учредителем которого является «Второй семейный фонд» компании «Бизнес и инвестиции» под управлением Л. В. Алекперовой. В том же году после начала вторжения России на территорию Украины совет директоров «ЛУКойл» выпустил антивоенное заявление, выразив «свою озабоченность по поводу продолжающихся трагических событий на Украине и глубочайшее сочувствие всем, кого коснулась эта трагедия», тогда как Алекперов ушёл со всех постов в компании из-за наложенных на него санкций, с чем в прессе связывали также смену владельцев фирмы «Развитие».
Маганов являлся автором ряда трудов по нефтедобыче, имел несколько авторских свидетельств на изобретения. Участвовал в разработке методов и способов увеличения нефтеотдачи пластов, антикоррозионной защиты нефте- и водопроводов, изготовления сварных стальных труб и трубопроводов, повышения эффективности ремонтных работ. Вёл активную благотворительную деятельность и помогал Российскому государственному университету нефти и газа имени И. М. Губкина, поддерживал молодых университетских преподавателей, начиная с 2000 года был членом попечительского совета Фонда выпускников-губкинцев, а также являлся заместителем председателя Центрального правления Научно-технического общества нефтяников и газовиков имени академика И. М. Губкина (1990—2010). Поддерживал связи с Татарстаном, благодаря Маганову «ЛУКойл» был задействован в реконструкции объектов исторического наследия в Болгаре и Свияжске, строительстве Болгарской исламской академии и восстановлении собора Казанской иконы Божией Матери.

### Смерть и похороны
1 сентября 2022 года Маганов был найден мёртвым под окнами Центральной клинической больницы на улице Маршала Тимошенко в Москве. Ранее он попал в больницу с «тяжёлым сердечно-сосудистым заболеванием», по некоторым данным — с сердечным приступом. Маганов выпал с шестого этажа, на теле были обнаружены характерные для падения травмы, предсмертной записки при нём не нашли.

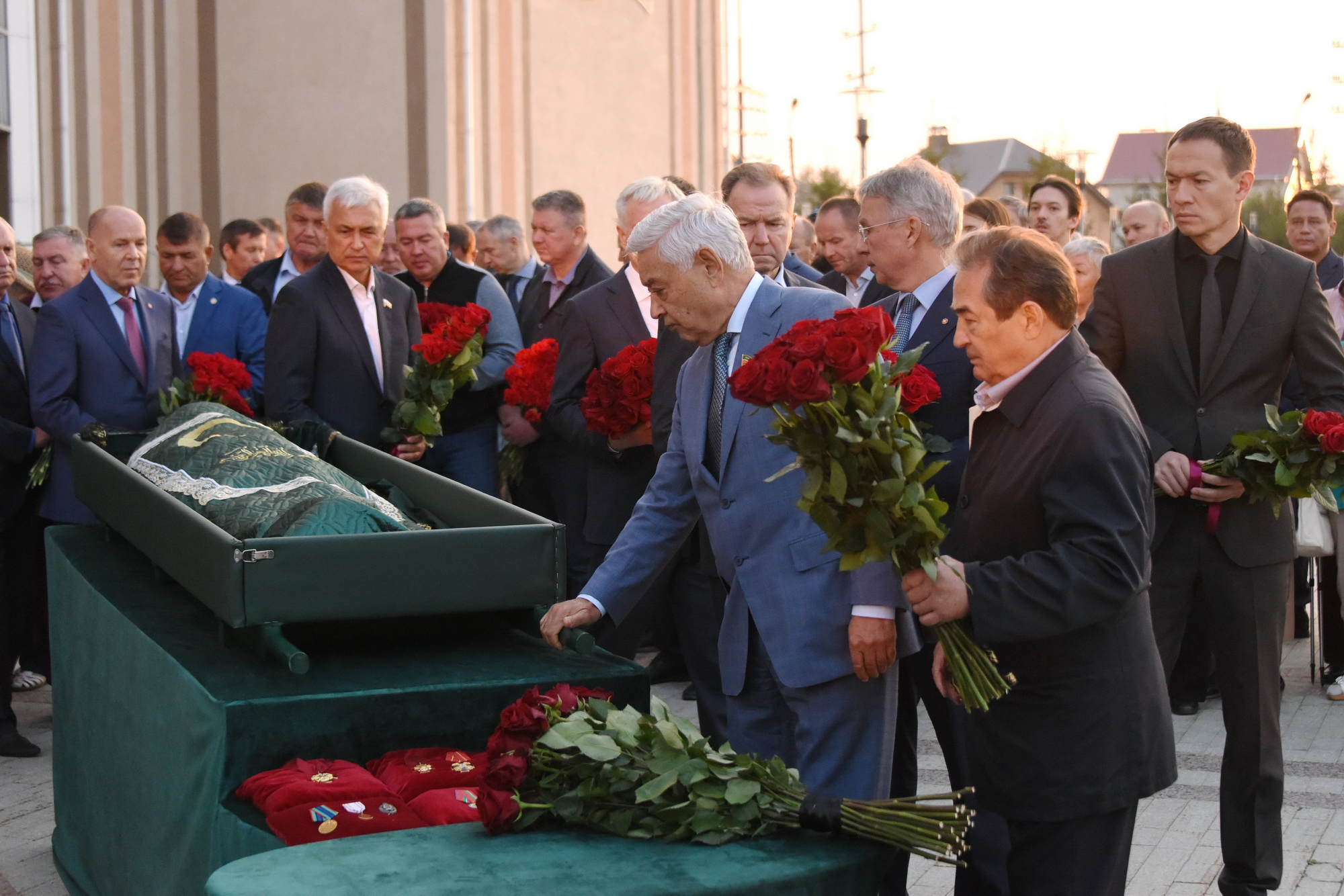
Церемония прощания с Магановым

В прессе были высказаны совершенно противоположные версии случившегося, вплоть до конспирологических теорий. Так, источники агентства «ТАСС» в правоохранительных органах сообщили, что Маганов принимал антидепрессанты и покончил жизнь самоубийством. По другим данным, он мог случайно выпасть с балкона больницы во время курения. В компании «ЛУКойл» же заявили, что Маганов скончался «после тяжёлой болезни». При этом за последние шесть месяцев с начала войны при невыясненных обстоятельствах погиб целый ряд высокопоставленных руководителей энергетики России, Маганов стал шестым человеком в этом списке.
Свои соболезнования по поводу смерти Маганова выразили президент Республики Татарстан Рустам Минниханов, коллективы компаний «Татнефть», «ЛУКойл». 2 сентября с Магановым простились в ЦКБ, после чего его тело было отправлено на родину. В тот же день церемония прощания с Магановым прошла на площади перед Дворцом культуры «Иске Элмет» в Альметьевске, после чего его похоронили на местном мусульманском кладбище. Владимир Некрасов, сменивший Маганова в должности председателя совета директоров, вскоре тоже скончался.

## Награды
Ордена, медали

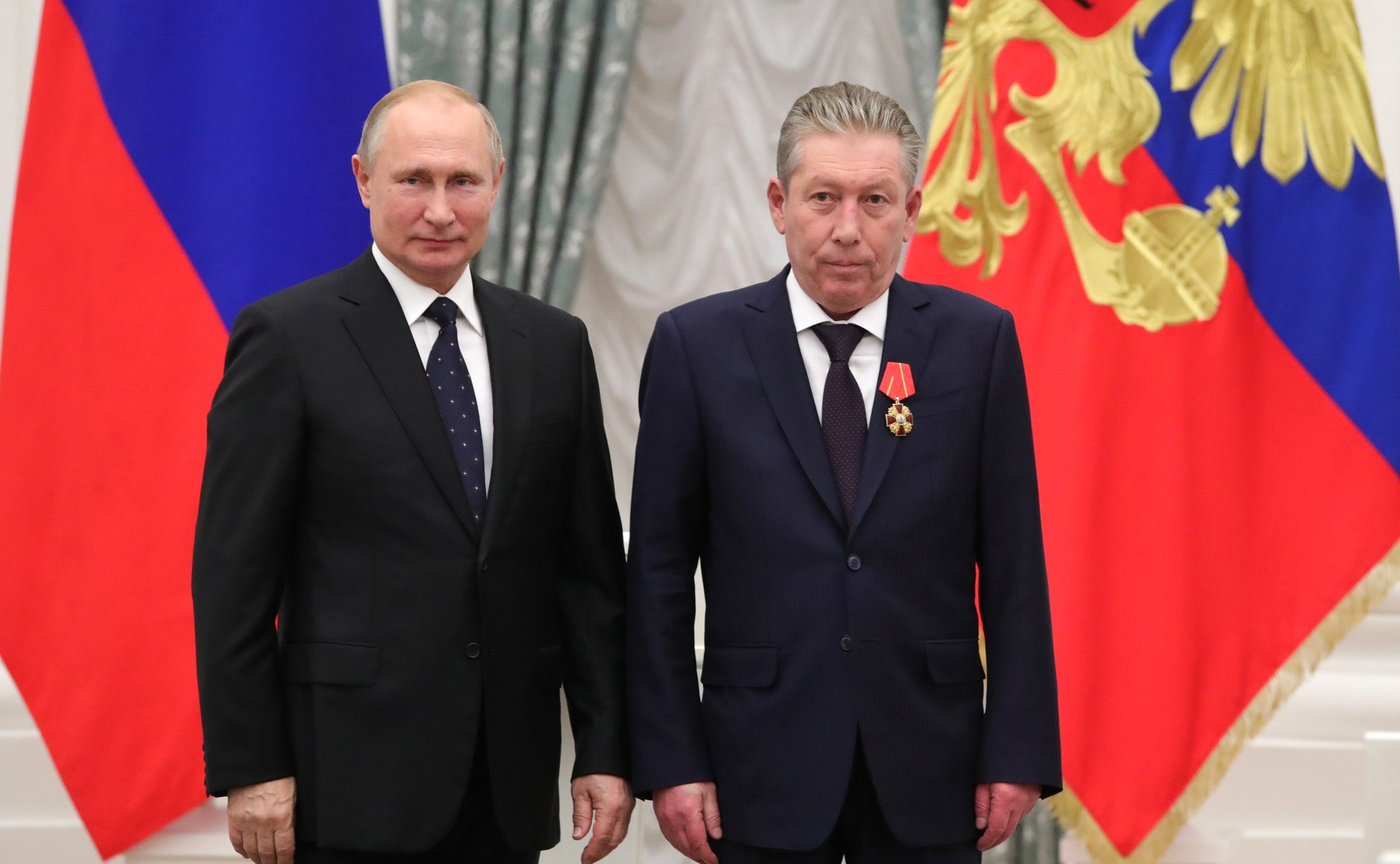
На вручении ордена с В. В. Путиным, 2019 год

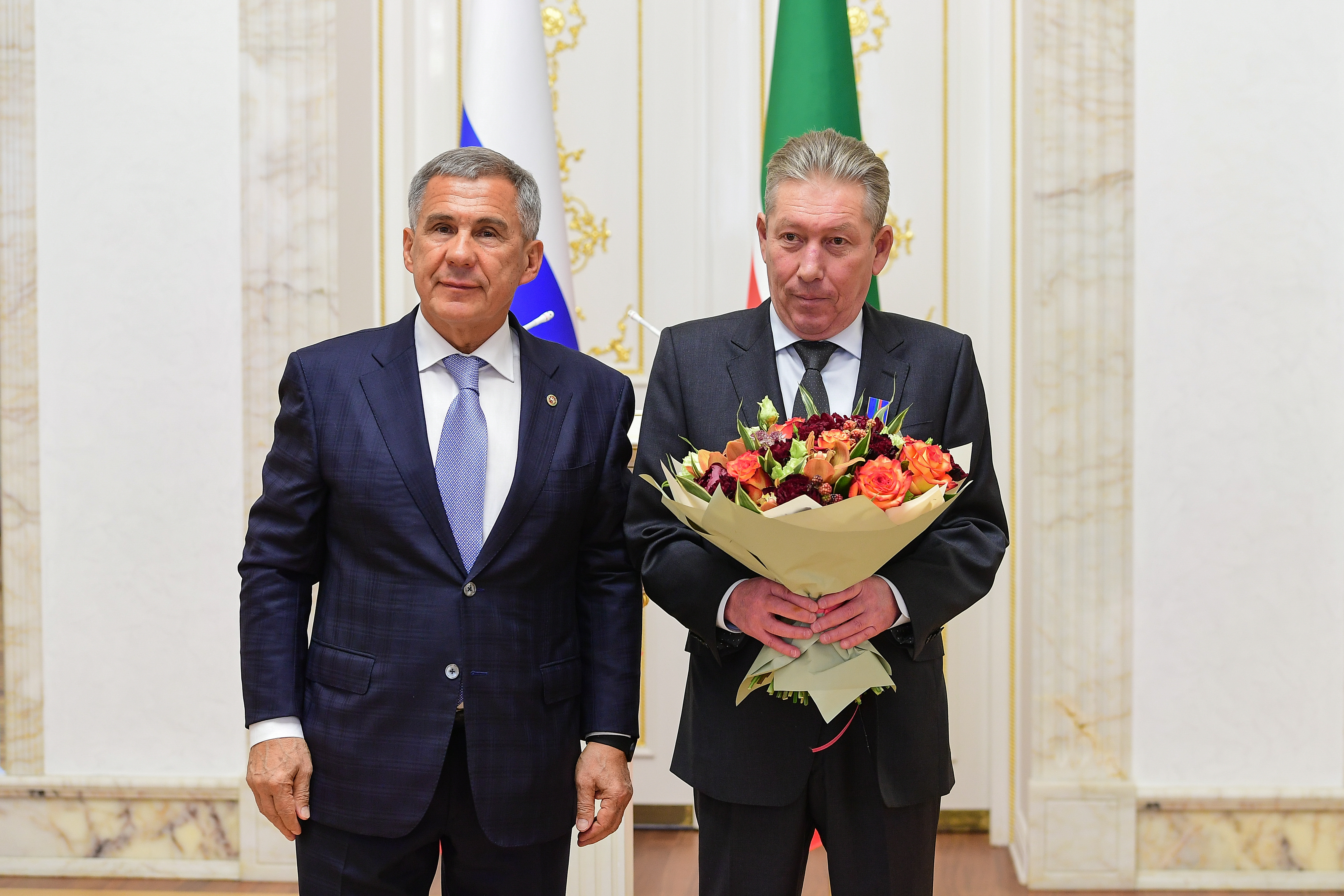
На вручении ордена с Р. Н. Миннихановым, 2019 год

- Орден «За заслуги перед Отечеством» III степени (2014 год) — за большой вклад в развитие топливно-энергетического комплекса и многолетний добросовестный труд[48].
- Орден «За заслуги перед Отечеством» IV степени (2009 год) — за достигнутые трудовые успехи и многолетнюю добросовестную работу[49].
- Орден Александра Невского (2019 год) — за достигнутые трудовые успехи, активную общественную деятельность и многолетнюю добросовестную работу[50].
- Орден Почёта (2004 год) — за достигнутые трудовые успехи и многолетнюю добросовестную работу[51].
- Орден «Знак Почёта» (1989 год)[1][16].
- Медали[52], в том числе «В память 850-летия Москвы» (1997 год)[16].
- Орден «Дуслык» (Татарстан, 2019 год) — за многолетнюю плодотворную работу и значительный личный вклад в развитие нефтегазовой промышленности республики[53].
- Медаль «За доблестный труд» (2016 год) — за плодотворное сотрудничество и большой вклад в развитие нефтяной промышленности[54].
- Медаль «100 лет образования Татарской Автономной Советской Социалистической Республики» (2021 год) — за существенный вклад в укрепление социально-экономического потенциала Республики Татарстан, межнационального и межконфессионального мира и согласия, сохранение и преумножение культурно-духовного наследия, высокие достижения в профессиональной и общественной деятельности[55].

Премии
- Премия Правительства Российской Федерации в области науки и техники (2006 год) — за разработку и промышленное внедрение рациональных комплексов геолого-геофизических исследований и экоэффективных технологий строительства морских скважин, обеспечивших открытие новой крупной нефтегазоносной субпровинции в российском секторе Каспийского моря и ускоренную подготовку сырьевой базы нефтегазодобычи[56].
- Премия Правительства Российской Федерации в области науки и техники (2000 год) — за разработку и реализацию системы управления экологическими и промышленными рисками и организацию рационального природопользования в акционерном обществе «Нефтяная компания „ЛУКОЙЛ“»[57].
- Премия Правительства Российской Федерации в области науки и техники (1998 год) — за разработку и промышленное внедрение новых технологий, методов разведки, бурения скважин и добычи нефти, технических средств и материалов, обеспечивающих высокоэффективное освоение и ускоренный ввод в эксплуатацию крупных нефтяных месторождений (на примере Волгоградской области)[58].
- Премия имени И. М. Губкина (1989 год)[1][9].

Звания, грамоты
- Почётное звание «Заслуженный работник нефтяной и газовой промышленности Российской Федерации» (1996 год) — за большой вклад в развитие нефтегазовой промышленности и многолетний добросовестный труд[59].
- Почётная грамота Президента Российской Федерации (2016 год) — за заслуги в развитии топливно-энергетического комплекса и многолетний добросовестный труд[60].
- Благодарность Правительства Российской Федерации (2013 год) — за большой личный вклад в развитие топливно-энергетического комплекса и многолетний добросовестный труд[61].
- Звание «Почётный гражданин Лангепаса» (2000 год) — за многолетний плодотворный труд, значительный вклад в развитие градообразующего предприятия и социальной инфраструктуры муниципального образования город окружного значения Лангепас в ознаменование его 15-летия и 70-летия образования Ханты-Мансийского автономного округа[62].

## Личная жизнь
Жена — Елена, развелись в 2009 году, в связи с чем внимание прессы привлёк раздел совместного имущества, в том числе акций «ЛУКойл». Двое детей — сын и дочь. По некоторым данным, по состоянию на 2010 год состояние Маганова оценивалось в 230 миллионов долларов США. Проживал в Москве на 1-м Спасоналивковском переулке, имел несколько квартир на Ленинском и Университетском проспектах, трёхэтажный особняк в Жуковке и участок в Таганьково.

## Память
Именем Маганова в 2023 году было названо месторождение нефти на структуре Титонская на шельфе Каспийского моря.